# Алексеевка (Красногвардейский район)
Алексеевка — упразднённое село в Красногвардейском районе Оренбургской области. На момент упразднения входило в состав сельского поселения Токский сельсовет. Исключено из учётных данных в 1998 году.

## География
Располагалось на ручье Именинник, на расстоянии, примерно, 9 километр к юго-западу от села Токское.

## История
По данным на 1931 год посёлке Алексеевка состояла из 28 хозяйств. В административном отношении входил в состав Еленопольского сельсовета Сорочинского района Средневолжского края. В 1930-е годы в поселке был организован колхоз имени Пугачева. С 1950 года отделение колхоза имени Хрущева, а с 1959 года колхоза «Комсомолец». С 1959 года в составе Фрунзенского сельсовета (в 1960-е годы переименован в Токский сельсовет).
Постановление Законодательного Собрания Оренбургской области от 13 мая 1998 г. село исключен из учётных данных.

## Население
По данным на 1930 год в поселке проживало 157 человек, основное население — мордва.